# Alfred Byrne

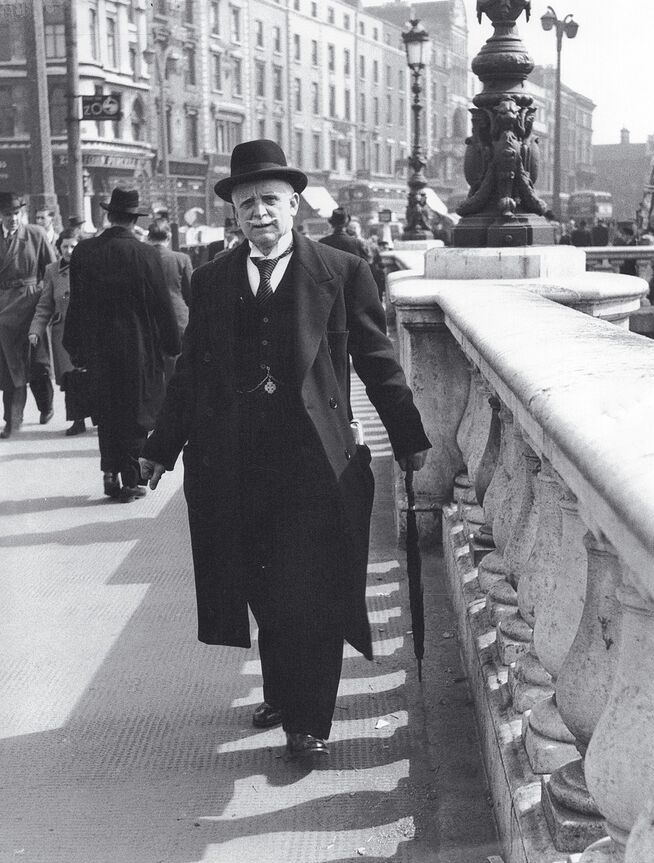
Alfred Byrne

Alfred Byrne (auch bekannt als Alfie Byrne, irisch Ailfrid Ó Broin; * 17. März 1882 in Dublin; † 13. März 1956) war ein irischer Politiker und gehörte als solcher dem britischen House of Commons und beiden Kammern des irischen Parlaments an. In Erinnerung blieb er jedoch vor allem als langjähriger Oberbürgermeister von Dublin (Lord Mayor of Dublin).
Byrnes politische Karriere begann 1912, als er in den Stadtrat von Dublin (Dublin Corporation) gewählt wurde. Bei Nachwahlen am 1. Oktober 1915 wurde er als Mitglied der Irish Parliamentary Party im Wahlbezirk Dublin Harbour in das House of Commons gewählt. Bei den darauffolgenden Unterhauswahlen 1918 unterlag er seinem Konkurrenten, dem Sinn-Féin-Mitglied Philip Shanahan. Als Mitglied des Dubliner Stadtrats wurde Byrne 1930 zum Oberbürgermeister gewählt. Er bekleidete dieses Amt bis 1939 sowie erneut von Juni 1954 bis Juli 1955. Damit ist er der am längsten amtierende Oberbürgermeister in der Geschichte der Stadt.
Bei den Wahlen 1922 zum 3. Dáil Éireann wurde Byrne als Unabhängiger Kandidat im Wahlkreis Dublin Mid West gewählt. Mehrmals wiedergewählt gehörte er dem Unterhaus bis 1928 an, als er seinen Sitz im 6. Dáil aufgab, um sein Mandat im Seanad Éireann wahrzunehmen. Am 10. Dezember 1931 trat Byrne als Senator zurück, seine reguläre Amtszeit wäre erst 1934 zu Ende gewesen. Im Jahr 1932 erfolgte dann Byrnes erneute Wahl in den Dáil Éireann, dem er nun bis zu seinem Tod 1956 angehörte.
Alfred Byrne war seit 1910 verheiratet und hatte acht Kinder, drei Töchter und fünf Söhne. Drei seiner Söhne, Alfred, Patrick und Thomas, waren ebenfalls Abgeordnete im Dáil Éireann.